# Sobreproducció (música)
La sobreproducció és l'ús excessiu d'efectes d'àudio, estratificació o manipulació digital en la producció musical.

## Usos del terme
No sempre és clar el que els crítics suposen amb "sobreproducció", però hi ha almenys alguns usos comuns del terme:
- Utilització intensa d'efectes de processament d'àudio, com reverberació, delay o compressió de rang dinàmic.
- Moltes capes o enregistrament multipista; en el context de la música pop i rock, això pot referir-se a l'addició d'elements com ara l'efecte Chorus o instruments de corda.
- Les versions de ràdio de les cançons van ser més "pop" a través de l'ús de grans ritmes de tambor o altres canvis d'instrumentació.
- Utilització intensa de la correcció del to, la correcció del temps o la quantificació.
- Una gravació supervisada per un productor que "imposa" el seu propi "so" o tècniques distintives a una banda o artista; Els productors freqüentment acusats d'aquest tipus de "sobreproducció" inclouen Phil Spector[1] i Mutt Lange.[2]

Tots els cincs significats comparteixen la idea que un productor de màrqueting o màrqueting discogràfic ha fet addicions o canvis "innecessaris" a un registre en el procés de producció, i en fer-ho, ha disminuït la qualitat o el gaudi de la música. Hi ha poc consens entre els crítics o productors pel que fa a l'ús d'un efecte o si la tècnica de producció esdevé excessiva. Per aquest motiu, alguns productors consideren que el terme és poc útil, confús i subjectiu.

## Tendències actuals
L'ús extensiu de la compressió de rang dinàmic ha estat recentment lamentat per part dels crítics com a part d'una "guerra de sonoritat". L'agost de 2006, Bob Dylan va criticar les tècniques modernes d'enregistrament, afirmant que els discs moderns "tenen so a tot arreu" i que semblen "estàtics". Els que responen als comentaris de Dylan semblen suposar que es referia a la tendència de la música cada cop més comprimida.
L'ús del processador d'àudio Auto-Tune per a la correcció del to s'ha convertit en un fenomen dominant en la música pop des de finals del 2000 i ha provocat crítiques.
Malgrat la disminució del cost i l'augment de la disponibilitat de programari i tècniques de gravació professional o gairebé professional, els músics i productors d'alguns gèneres se situen conscientment contra la idea de "sobreproducció" i intenten fer música amb un "so brut" o Lo-fi.